# إغوانة هندوراسية
إغوانة هندوراسية (الاسم العلمي: Ctenosaura praeocularis) (بالإنجليزية: Honduran club tail iguana) هي نوع من الزواحف تتبع جنس الإغوانة شائكة الذيل من الفصيلة الإغوانية.